# Росс, Мэрион
Мэрион Росс (англ. Marion Ross; род. 25 октября 1928) — американская актриса, наиболее известная по своей роли Марион Каннингем в комедийном сериале «Счастливые дни», который снимался с 1974 по 1984 год.

## Ранняя жизнь
Мэрион Росс родилась в 1928 году в Уотертаун, штат Миннесота. В возрасте 13 лет, она изменила написание своего имени с «Мариана» на «Мэрион», потому что это будет лучше для карьеры.

## Карьера
Росс дебютировала в кино в 1953 году в фильме Forever Female, вместе с Джинджер Роджерс и Уильямом Холденом. В последующие годы она продолжала активно играть в кино снимаясь в фильмах «История Гленна Миллера» (1954), «Сабрина» (1954), «Любимец учителя» (1958), и Операция «Нижняя юбка» (1959).
Её карьера на телевидении также началась в 1953, когда она начала сниматься в сериале «Жизнь с отцом» в течение двух лет. Она появилась в нескольких десятках ставших классикой телешоу, а также активно снималась в кино на протяжении последующего десятилетия. В 1970 году она снялась в фильмах «Аэропорт» и «Колосс: Проект Форбина».
Росс добилась наибольшего успеха играя в течение одиннадцати сезонов роль матриархата семейства в ситкоме «Счастливые дни». Эта роль принесла ей международную славу а также несколько номинаций на премию «Эмми». С 1991 по 1993 она играла главную роль в недолгом сериале «Бруклинский мост». Хотя шоу не имело рейтинговых успехов, оно было любимо критиками и получило «Золотой глобус», а Росс две номинации на «Эмми» и ещё ряд наград.
В 1996 году она снялась в кинофильме «Вечерняя звезда», за что была номинирована на премию «Золотой глобус». В 2001 году Мэрион Росс была удостоена собственной звезды на Голливудской «Аллее славы».
Мэрион Росс была приглашённой звездой в финальных эпизодах сериала «Прикосновение ангела», а также в последние годы имела повторяющиеся роли в сериалах «Девочки Гилмор» и «Братья и сёстры», где сыграла роль Айды, матери героини Салли Филд, Норы Уокер. Её последнее появление в шоу было в апреле 2010 года, а год спустя её героиня умирает от сердечного приступа.
В 2010 году она была приглашённой звездой в эпизодах сериалов «Сестра Джеки» и «Анатомия страсти», а также работала как актриса озвучивания анимационных фильмов.
В 2011 году Росс вместе с другими актёрами сериала «Счастливые дни» подала иск на десять миллионов против CBS, которая владеет шоу, утверждая что им перестали выплачивать законные по контрактам проценты от продаж сериала. Их иск был отклонён в октябре того же года, однако в июле 2012 года они все же выиграли очередной суд и получили законные выплаты от CBS.

## Избранная фильмография
| Год       |   | Русское название | Оригинальное название | Роль        |
| --------- | - | ---------------- | --------------------- | ----------- |
| 2014—2015 | с | Погоня за жизнью | Chasing Life          | Линн Карвер |